# Dom4j
dom4j ist eine in der Programmiersprache Java geschriebene Open-Source-Programmierschnittstelle (API) für den Zugriff und die Verarbeitung von XML-Dokumenten. Es ist kompatibel mit DOM, SAX und JAXP.

## Weitere Java-DOM-Implementierungen
JDOM liegt seit November 2007 in der Version 1.1 vor und ähnelt sehr dom4j. Die Handhabung der XML-Technologie XML Path Language (XPath) ist in dieser Schnittstelle integriert (Klasse: org.jdom.xpath). Jdom ist ein Open-Source-Projekt.
XOM (XML Object Model) ist eine schnelle und mit wenig Speicherbedarf erstellte Programmierschnittstelle.